# 肃海岚
肃海岚，芬兰外交官，曾任芬兰驻中华人民共和国大使。

## 经历
1988年毕业于瓦萨大学，获得经济学和工商管理硕士学位，主修市场营销和国际贸易。
1990年加入外交部，曾在柏林、华盛顿、拉马拉、特拉维夫和雅加达任职。2010年至2013年，担任驻沙特阿拉伯大使。2013年至2017年任非洲和中东司司长。
2017年至2021年，出任芬兰驻中华人民共和国大使。2017年9月13日，向国家主席习近平递交国书。
2023年8月11日，芬兰总统任命肃海岚为国际贸易国务次卿，任期自2023年9月1日至2027年8月31日。